# Carinoma caraibica
Carinoma caraibica är en djurart som tillhör fylumet slemmaskar, och som beskrevs av Stiasny-Wijnhoff 1925. Carinoma caraibica ingår i släktet Carinoma och familjen Carinomidae. Inga underarter finns listade i Catalogue of Life.